# Karaté à Madagascar
Le karaté à Madagascar est un art martial japonais introduit dans le pays dans les années 1960. Elle connait dèsormais une pratique génèralisée à travers tout le pays
, avec une structuration fédérale active et une participation régulière aux compétitions internationales.

## Histoire
Le karaté a été introduit à Madagascar dans les années 1960  par des maîtres japonais et des expatriés français. La discipline à d'abord émergé dans la capitale, Antananarivo, avant de s'étendre aux autres régions.

## Organisation
La pratique du karaté est encadrée par la Fédération Malagasy de Karaté-do (FMK), fondée en 1971. Elle est affiliée à la World Karate Federation (WKF) et au Comité Olympique Malgache.  La FMK supervise les clubs, organise des compétitions nationales et sélectionne les athlètes pour les compétitions internationales.

## Styles pratiqués
Plusieurs styles de karaté sont représentés à Madagascar, parmi lesquels :
- le Shotokan ;
- le Shito-ryu ;
- le Wado-ryu ;
- le Goju-ryu.

## Compétitions nationales
Le karaté malgache est présent dans les compétitions régionales comme les Jeux des îles de l’océan Indien, les Championnats d’Afrique de karaté et participe aux tournois internationaux sous l’égide de la WKF. 

## Compétitions internationales
La FMK participe régulièrement aux compétitions internationales telles que la Série A, la Premier League et les Championnats du monde. En 2025, Madagascar a prévu de participer à huit compétitions internationales, dont la Série A à Larnaka, Chypre, en février, et le Youth Camp et Youth League à Porec, Croatie, en juin.

## Athlètes notables
Quelques karatékas malgaches se sont distingués sur la scène internationale, comme :
- Miora Razafindrakoto, médaillée d'argent en individuel aux Jeux africains de 1999 à Johannesbourg, médaillée d'or en individuel aux Jeux africains de 2003 à Abuja et médaillée de bronze en individuel aux Jeux africains de 2007 à Alger
- Fenosoa Rakotobe, classée 92e mondiale dans la catégorie des moins de 50 kg, a représenté Madagascar à la Premier League à Paris en 2025.
- Tsiky Mialy Andrianavalona, qui a progressé de la 113e à la 52e place au classement mondial, vise une performance notable lors de la Série A à Larnaka, Chypre, en février 2025.

## Enjeux et développement
La discipline souffre parfois d’un manque de financement et d’équipements, mais elle continue à se développer grâce à l’engagement des clubs locaux et des entraîneurs bénévoles. Des formations, des stages internationaux et des compétitions locales permettent de promouvoir le karaté auprès de la jeunesse.